# De Piepkes
De Piepkes is een Belgische muziekgroep bestaande uit Roland Van Campenhout, Pieter-Jan De Smet en Frederik Sioen.  De groep maakt sinds 2013 ludieke kindermuziek. Ze treden ook op met een show en waren reeds op festivals en cultuurcentra te zien waaronder Boomtown en Sfinks. 

## Producties
- Piepkes (2013), CD
- HoeRaar (2014), boek + CD
- De Piepkes betogen (2015), boek + CD
- ManiFeest (2015), boek + CD